# Terence Rattigan

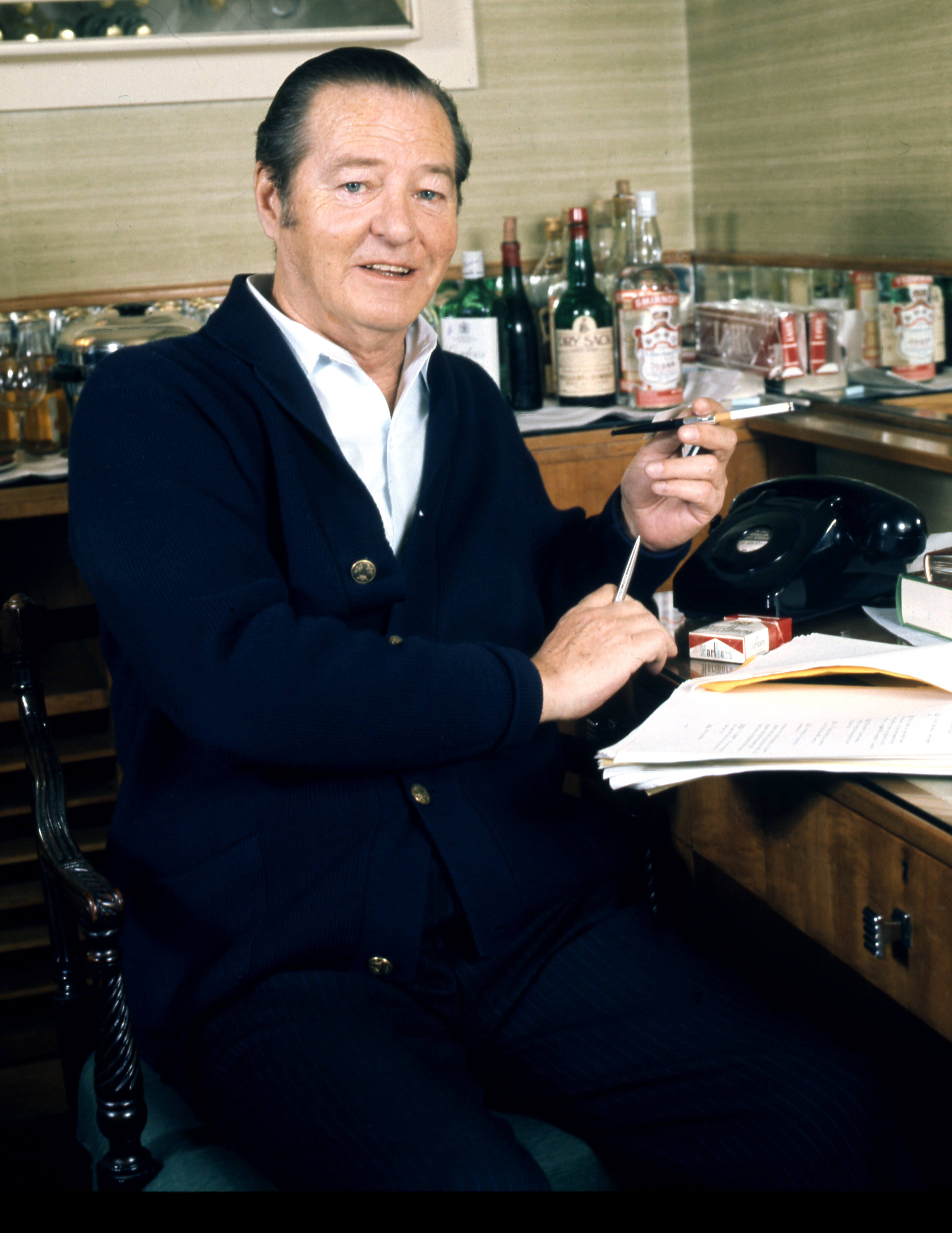
Terence Rattigan

Terence Mervyn Rattigan (Londen, 10 juni 1911 – Hamilton (Bermuda), 30 november 1977) was een Brits toneelschrijver. Hij werd geboren in Londen en studeerde aan Trinity College, Universiteit van Oxford. 
Al in 1936 boekte Rattigan een groot succes met zijn komedie French Without Tears. 
Hij wilde echter ook wat serieuzer werk produceren. Dit resulteerde in After the Dance uit 1939, een satirisch drama. Daarna wisselde hij komedieschrijven af met andersoortig werk. 
Na de oorlog maakte hij furore met een aantal opeenvolgende successen en werd hij beschouwd als een van de belangrijkste toneelschrijvers van zijn tijd. In deze periode schreef hij stukken als The Winslow Boy (1946), The Browning Version (1948), The Deep Blue Sea (1952), en Separate Tables (1954). 
Toen echter in 1956 John Osbornes Look Back in Anger verscheen, veroorzaakte dit een kleine revolutie in de toneelwereld. Er ontstond een nieuw type toneel, met meer oog voor rauwe emotie en grotere sociale betrokkenheid. Rattigan, en met hem vele schrijvers van zijn genre, viel als 'ouderwets' in ongenade en het gevoel dat hij niet meer meetelde raakte hem diep. Zijn latere werk behoort echter tot zijn beste. 
In 1962 kreeg hij leukemie, waarvan hij twee jaar later herstelde. In 1968 kwam de ziekte echter terug.  Hij ontwikkelde een afkeer van de sfeer van de 'swinging sixties' die Engeland, en met name Londen, in zijn greep kreeg en verhuisde naar Bermuda. Daar werd hij een zeer succesvol schrijver van filmscripts (en een tijdlang zelfs de bestbetaalde ter wereld). In het begin van de jaren 70 werd hij geridderd en ging hij terug naar Engeland. Daar wist hij met zijn latere werk zijn aanzien te herstellen. Nu wordt hij gezien als een van de belangrijkste Britse toneelschrijvers van de vorige eeuw.
Verschillende van zijn stukken zijn bewerkt voor film en televisie. De bekendste daarvan zijn: 
- The Winslow Boy (1946)
- The Browning Version (1948)
- Harlequinade (1948)
- The Deep Blue Sea (1952)
- Separate Tables (1954)
- Ross (1960)

## Ander werk
- First episode (1933)
- After the dance (1939)
- Follow my leader (1940)
- Flare path (1942, tragi-komedie)
- While the sun shines (1943)
- Love in idleness (1944)
- Adventure story (1949)
- Who is Sylvia? (1951)
- The sleeping prince (1953)
- The prince and the showgirl (1957).
- O mistress mine (1957)
- Man and boy (1963)
- A bequest to the nation (1970)
- The other version (1971)
- In praise of love (1973)
- Before dawn (1973

- Biblioteca Nacional de España: XX1045531
- Bibliothèque nationale de France: cb120036731 (data)
- CiNii: DA04795259
- Gemeinsame Normdatei: 118787934
- International Standard Name Identifier: 0000 0001 2124 3632
- Library of Congress Control Number: n83126094
- MusicBrainz: 955c6fa7-b6cd-4061-9c81-4742a183126d
- Bibliotheek van het Japanse parlement: 00525425
- Nationale Bibliotheek van Tsjechië: ola2003174849
- Nationale Bibliotheek van Israël: 987007274532305171
- Nederlandse Thesaurus van Auteursnamen: 06919212X
- LIBRIS: 285420
- SNAC: w6p6035k
- Système universitaire de documentation: 02814371X
- Virtual International Authority File: 24584116
- WorldCat: E39PBJpV4HVXfkyhKqKCmY8pyd